# Abidos
Abidos es el nombre griego de la capital del nomo VIII del Alto Egipto, también denominado nomo Tinita por los griegos. Abidos fue una de las ciudades más influyentes del Alto Egipto, con importancia política desde la dinastía XIX.
- Nombre egipcio: Abedyu (ȝbḏw Abedyu).
- Nombre griego: Abydos (Αβυδος).
- Nombre árabe: Madfunek (أبيدوس).

La región, con huellas de asentamientos que se remontan hasta el periodo Naqada I, fue el lugar de enterramiento más importante del periodo protodinástico y de las primeras dinastías del antiguo Egipto.
A unos cinco kilómetros, al noroeste, se encuentra Al-Birba, que posiblemente fue la antigua Tinis. De esta zona procedieron los reyes que Manetón denominó tinitas, los que gobernaron durante las dos primeras dinastías egipcias.

## Historia
Abidos fue la ciudad de los gobernantes del periodo protodinástico, cuyo asentamiento, templo y tumbas se han encontrado allí. El templo y la ciudad continuaron siendo reconstruidas, a intervalos de tiempo, hasta la Dinastía XXX, aunque la necrópolis continuó utilizándose.

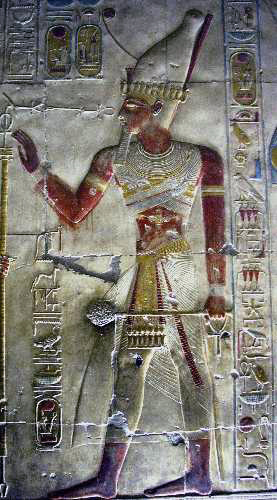
Bajorrelieve de Seti I, en su templo funerario de Abidos.

Los reyes de la primera dinastía, y algunos de la segunda, también fueron enterrados aquí, y el templo fue renovado y ampliado por ellos. Se construyeron grandes recintos funerarios de adobe (denominados posteriormente fortalezas), en el desierto, cerca de la ciudad, por tres reyes de la segunda dinastía, siendo el más completo el de Jasejemuy. 
Pepy I, faraón de la Dinastía VI, construyó una capilla funeraria que, evolucionado a lo largo de los años, se convirtió en el Gran templo de Osiris, cuyas ruinas aún perduran dentro del recinto de la ciudad. Abidos se convirtió en el principal lugar del culto a Osiris.
Durante el Primer Periodo Intermedio, el principal dios de la zona era Jentiamentiu, que comenzó a ser visto como un aspecto de Osiris, y con la progresiva fusión de las deidades se les consideró como un mismo dios, con el epíteto que tenía Osiris, "El primero de los occidentales". 
Senusert III de la Dinastía XII, construyó una gigantesca tumba perforada en la roca, y asociada a esta tumba erigió un cenotafio, un templo de culto, y una pequeña ciudad (conocida como Wah-Sut) utilizada por los trabajadores de estas edificaciones. 
Durante la Dinastía XVIII, Amosis I, inició una gran capilla, donde luego, Tutmosis III, construyó un templo mucho más grande, con una calzada procesional desde el templo al cementerio, con una gran puerta de granito.
Seti I, de la Dinastía XIX, fundó un templo al sur de la ciudad, en honor de sus predecesores, desde las primeras dinastías. El templo fue terminado por Ramsés II, quien también construyó su propio templo, algo menor. Merenptah añadió el Osireion, situado al norte del templo de Seti.
Amosis II, de la Dinastía XXVI, reconstruyó de nuevo el templo, y erigió un gran obelisco de granito rojo. La construcción más reciente fue la de un nuevo templo de Nectanebo I en la Dinastía XXX. En la época ptolemaica la ciudad había decaído y ya no se levantaban más obras monumentales.

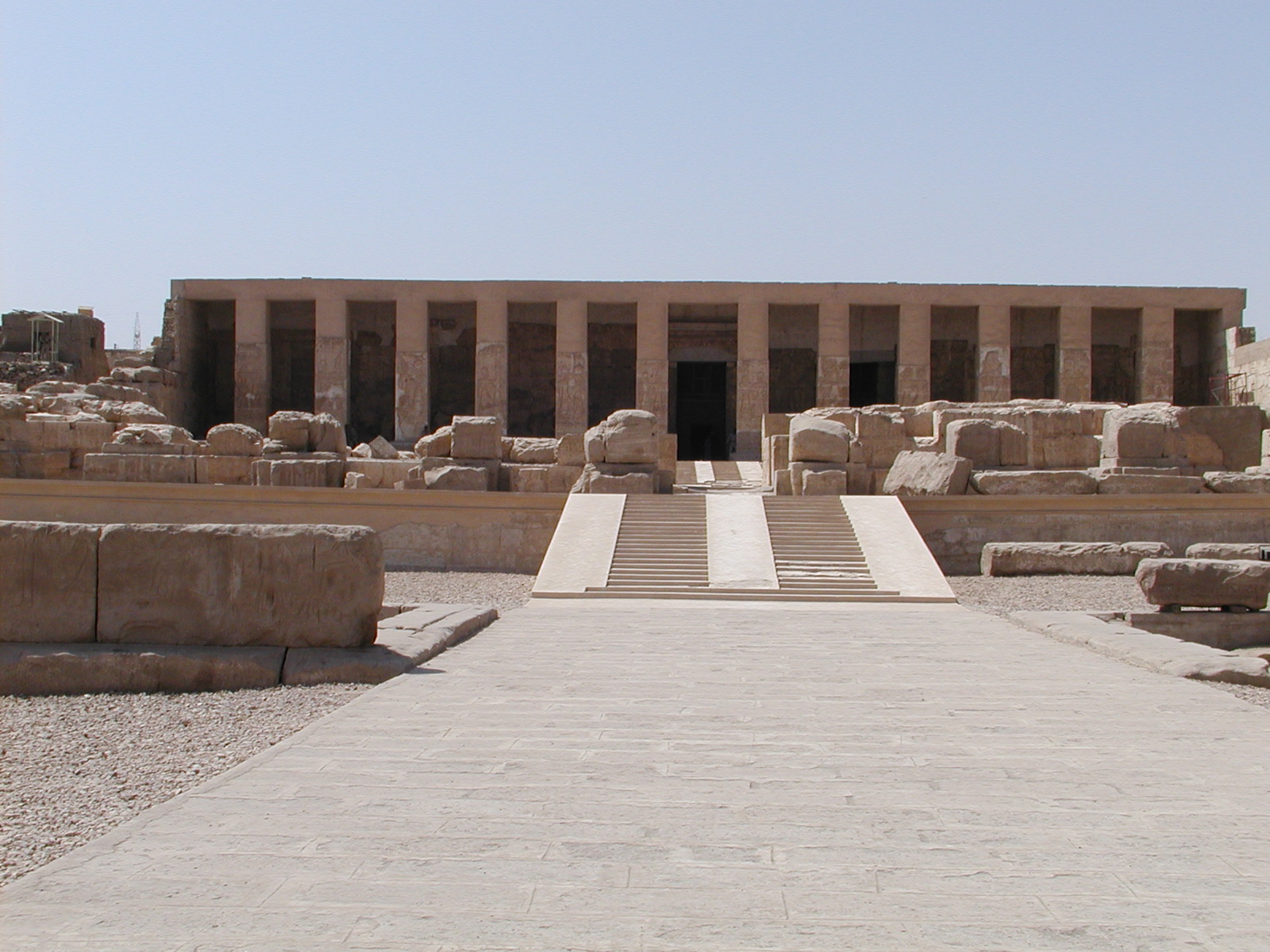
Templo de Seti I en Abidos.

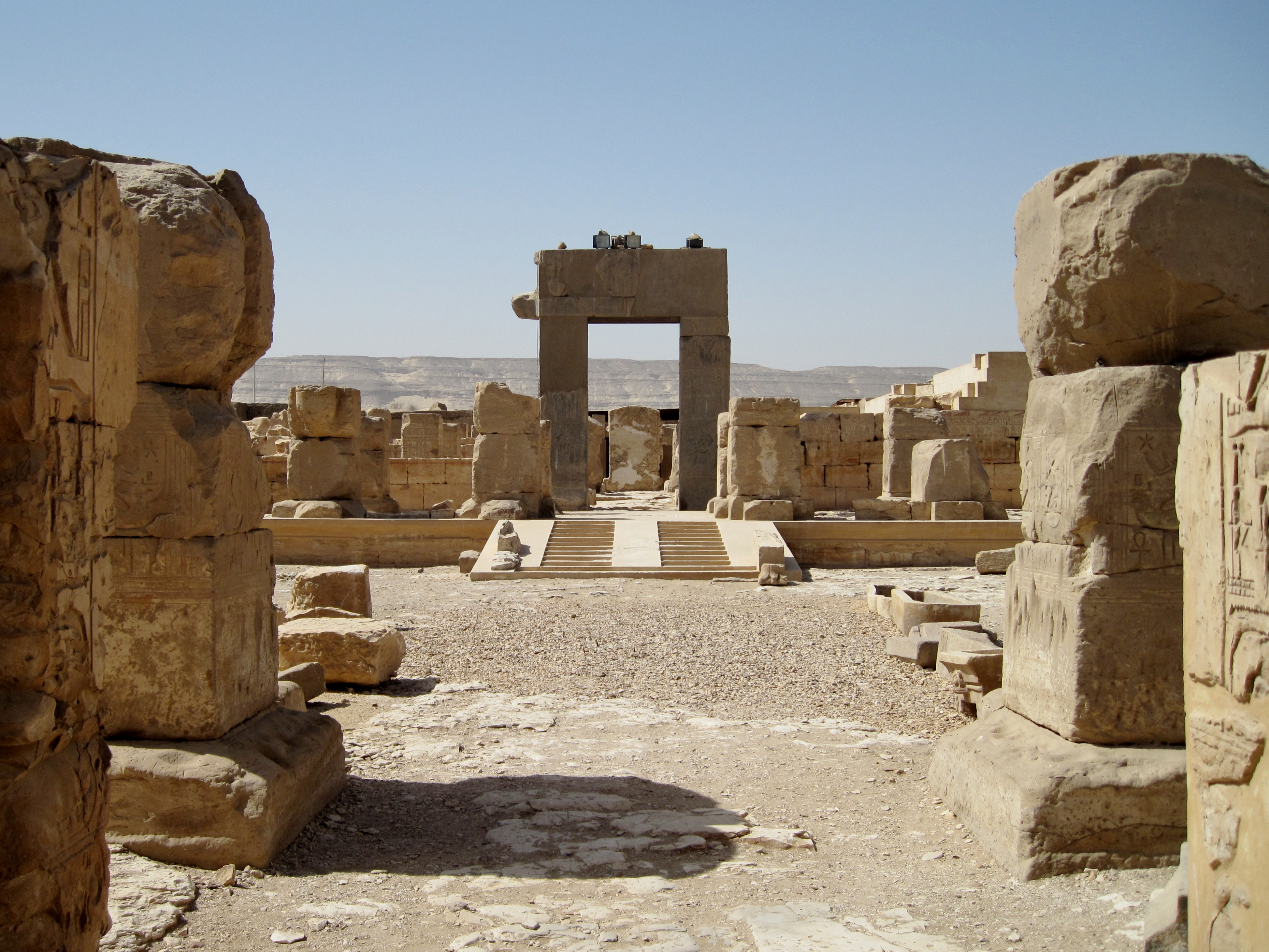
Templo de Ramsés II en Abidos.

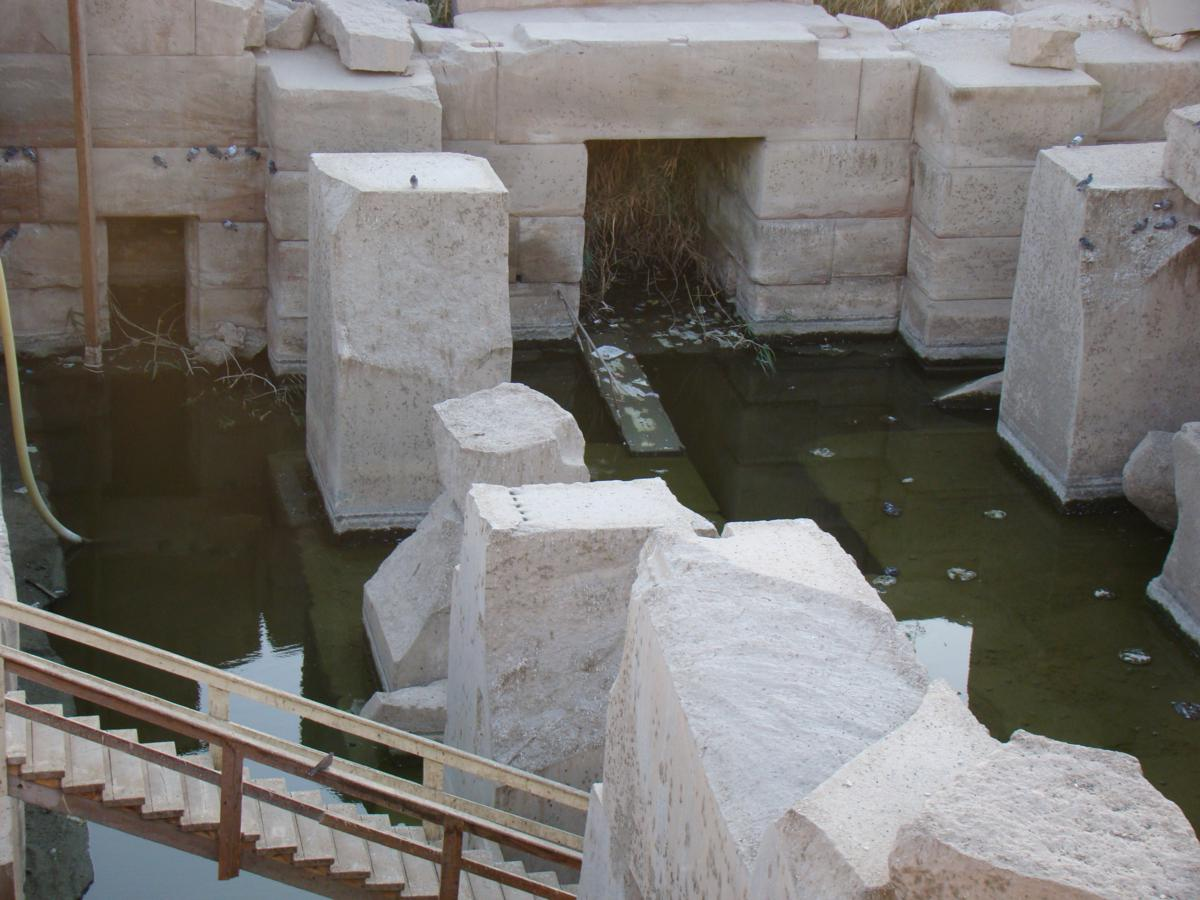
Oserion.

## Cultos
Desde los primeros tiempos, Abidos fue un importante centro de culto, primero del dios local Jentyamentiu, y más tarde de Osiris, a partir del final del Imperio Antiguo. El cementerio protodinástico fue identificado como el lugar del enterramiento de Osiris, y la tumba del faraón Dyer fue considerada la mitológica tumba de Osiris. 

### Culto a Osiris
Tanto Plutarco como Heródoto recogieron en sus textos referencias a Abidos, haciendo especial alusión a la tumba de Osiris y a su culto, que surgió a finales de la dinastía V.
Abidos fue centro religioso de gran veneración popular en Egipto. El culto a Osiris, en el que se representaba ritualmente la muerte y resurrección del dios, atraía a peregrinos de todos los rincones del país. Mucha gente deseaba participar en estas ceremonias en las cuales se realizaban ritos con procesos de dolor y muerte para luego poder resurgir o revivir en un mundo y con una conciencia completamente nueva.

## Abidos como cuna de la escritura

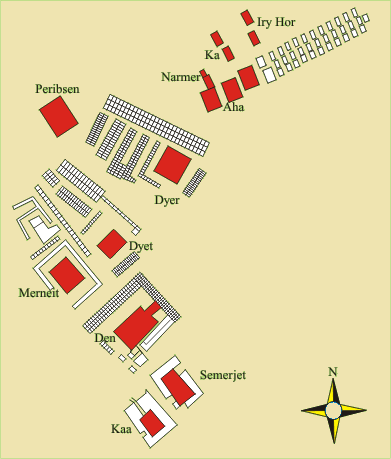
Necrópolis de Umm el-Qaab.

Algunos de los más antiguos documentos de escritura conocidos son un conjunto de 300 jarras y tablillas de arcilla, encontradas en el enterramiento del soberano predinástico  Horus Escorpión I en la necrópolis de Umm el-Qaab, Abidos, fechados entre 3300 y 3200 a. C. Los descubrió el equipo del Instituto de Arqueología Alemán dirigido por Günther Dreyer el año 1997. La datación se hizo mediante carbono-14.
Están inscritos con caracteres jeroglíficos incisos o dibujados con tinta, desvelando una verdadera escritura, compuesta de signos fonéticos, que relacionan los impuestos pagados en especie al rey, mencionando aceite, lino... y la correspondiente ciudad, no siendo la tradicional escritura ideográfica conocida durante este período.

## Restos arqueológicos
En la zona se encuentra la necrópolis de Umm el-Qaab, donde se enterraron los reyes predinásticos y de las primeras dinastías de Egipto. En el Imperio Nuevo, algunos faraones ordenaron construirse cenotafios en Abidos; destacan los templos funerarios de Seti I y Ramsés II, gobernantes de la dinastía XIX.
En enero de 2014 se descubrió la tumba del faraón Seneb Kay.
|  |

|  |

|  |

|  |

|  |

|  |

|  |

|  |

|  |

|  |

|  |

|  |

|  |

|  |

|  |

|  |

En noviembre de 2016 se descubrió una ciudad y un cementerio de hace más de 5.300 años, las ruinas de este asentamiento se encuentran a unos 400 metros del templo de Seti I, donde han encontrado cabañas, restos de cerámica y algunas herramientas de piedra; también se han desenterrado 15 sepulcros grandes.